# Rayman Origins
Rayman Origins — игра-платформер из игровой серии Rayman, рассказывающая о приключениях Рэймана и Глобокса. Впервые о предстоящей игре рассказали профильные игровые издания, информация была подтверждена официальным трейлером на E3 2010.
В Rayman Origins под контроль игрока представлены Рэйман и Глобокс и двое Малюток — играть может до 4 игроков. Игра идёт в режиме 1080p при 60 кадрах в секунду. Игра была выпущена на Xbox 360, PlayStation 3 и Wii 15 ноября 2011 года. Позже она была выпущена также на Microsoft Windows, PlayStation Vita и Nintendo 3DS.

## Сюжет
Всю историю виртуального мира можно будет узнать из вступительного ролика, откуда становится ясно, что произошло. В один день дружная компания спала и так храпела, что мертвецы-бабушки очень разозлились. Они напали на Рэймана, Глобокса, Тинси и Пузыря-Сновидца. Кошмары одержали верх над героями. Но Рэйман исправил положение, и теперь он должен собрать электунов и спасти Луговину Снов. А в этом ему помогают его друзья: Глобокс, Тинси, Мёрфи, Москиты и Нимфы.
Дойдя до портала сновидца на вершине Таинственного Пика, Рэйман узнаёт, что угроза исходит из Хмурых Облаков. Но чтобы открыть портал, требуется магия королей всех земель, а они превратились в монстров из-за силы кошмаров. После спасения королей Рэйман отправляется на Хмурые Облака и встречает Тинси-предателя. Но он не даёт дельного совета, он говорит, что не надо лететь дальше, иначе облака «разозлятся» и убьют героя. Но Рэйман не слушается мага и летит на Моските, находя при этом большой механический город. Путешествуя по нему, Рэйман встречает предателя, который оказывается главой города, а также фанатом мистера Дарка. Предатель скрывается от Рэймана на дирижабле и врезается в ядро парящего в облаках города. Происходит взрыв. Города нет, а герои падают на Храпун-Дерево и начинают дальше спать.
Игру по сюжету можно разделить на две части: 1. Спасение нимф. 2. Спасение королей и уничтожение Небесного Города. Также в игре есть бонусная глава Земля Покойников, доступ к которой можно получить, собрав все 10 скелетных зубов и отдать их мертвецу на Храпун-Дереве.

## Игровой процесс
Путь Рэймана пролегает через множество красивых и интересных уровней: через Тарабарские Джунгли, Пустыню Диджириду, Лакомую Землю, Море Прозорливости, Таинственный Пик и Хмурые Облака. Главной задачей героя в первой половине является нахождение и освобождение фей, а во второй — королей этих земель. На уровне герой может подобрать множество бонусов: электуны и люмы.

## Связанные произведения

### Legends
Rayman Legends — игра, которая официально является сиквелом Rayman Origins и изначально планировалась к выпуску на Wii U. Данная игра имеет полностью адаптированный для контроллера Wii U типа «игровой планшет» геймплей. Кроме того, в неё добавились новые персонажи и обновился игровой движок. Позднее было принято решение выпустить её и на других ключевых платформах: Microsoft Windows, PlayStation 3, PlayStation Vita, Nintendo Switch и Xbox 360.

## Критика
| Сводный рейтинг       | Сводный рейтинг                                                                  |
| Агрегатор             | Оценка                                                                           |
| --------------------- | -------------------------------------------------------------------------------- |
| GameRankings          | Wii: 91,27 % Vita: 89,85 % X360: 88,81 % PS3: 88,07 % (PC) 86,60 % (3DS) 70,83 % |
| Metacritic            | (Wii) 92/100 (Vita) 88/100 (X360) 87/100 (PS3) 87/100 (PC) 86/100 (3DS) 71/100   |
| Иноязычные издания    |                                                                                  |
| Издание               | Оценка                                                                           |
| 1UP.com               | A-                                                                               |
| Eurogamer             | 8/10                                                                             |
| GameTrailers          | 8,5/10                                                                           |
| IGN                   | 9,5/10                                                                           |
| Joystiq               | [ 27 ]                                                                           |
| Nintendo Life         | [ 28 ]                                                                           |
| Nintendo Power        | 9,5/10                                                                           |
| Русскоязычные издания |                                                                                  |
| Издание               | Оценка                                                                           |
| Absolute Games        | 81/100                                                                           |

Rayman Origins получила премию BAFTA в области игр 2012 года в номинации «Artistic Achievement».